# Last Duel
Last Duel, sottotitolato Inter Planet War 2012 nelle schermate introduttive, è un videogioco arcade sparatutto a scorrimento verticale pubblicato nel 1988 dalla Capcom e poi convertito per i computer Amiga, Amstrad CPC, Atari ST, Commodore 64, DOS e ZX Spectrum dalla Tiertex per conto della U.S. Gold. Simile nell'impianto di gioco al precedente LED Storm, mette i giocatori alla guida di mezzi di terra o d'aria in uno scenario fantascientifico. Versioni emulate per piattaforme più recenti comparvero all'interno delle raccolte Capcom Classics Collection.

## Trama
In una lontana galassia la vita scorre tranquilla sui due evolutissimi pianeti gemelli Mu e Bacula, ma sul secondo nell'anno 2012 prende il potere la tribù guerriera dei Galden, che instaura un regime militare. Non contenti, i Galden invadono Mu dopo averne rapito la bellissima regina Sheeta. Le guardie personali di quest'ultima decidono allora di mettere a punto un velivolo e un veicolo ben equipaggiati per sconfiggere i Galden.

## Modalità di gioco
Il gioco è composto da sei livelli che si alternano tra terrestri e aerei. In modalità singolo si controlla un futuristico veicolo a tre ruote nei livelli terrestri, mentre in quelli aerei esso si trasforma in un velivolo. Nella modalità a due giocatori, in cooperazione, un giocatore alterna normalmente i mezzi mentre l'altro giocatore controlla sempre un velivolo.
Il percorso è a scorrimento verticale e i mezzi dei giocatori sono sempre rivolti verso l'alto; in alcuni tratti di curve è presente anche un limitato scorrimento orizzontale. Nei livelli terrestri la velocità di scorrimento è variabile e regolata dalla velocità del mezzo di terra, che è tenuto a seguire la strada evitando bordi, precipizi e trappole, mentre il velivolo può muoversi su tutto lo schermo. Nei livelli aerei la velocità di scorrimento è invece costante e ci sono bordi e ostacoli in quota.
I due mezzi normalmente sparano missili in avanti, ma possono potenziare l'armamento grazie ai power-up sparsi nei livelli. Il mezzo di terra possiede in più la capacità di saltare, mentre il velivolo ha un attacco secondario che nei livelli terrestri è un bombardamento verso il suolo, e nei livelli aerei, solo in versione arcade, un attacco roteante invincibile ma limitato.
Si affronta un ricco assortimento di nemici fissi o in movimento, con l'aspetto di postazioni e mezzi futuristici o di creature organiche. In multiplayer nei livelli terrestri si aggiungono velivoli nemici che in modalità singolo non ci sarebbero. Ogni livello ha un boss biomeccanico alla fine del percorso e occasionalmente possono esserci alcuni miniboss.
Nella versione arcade si usano un joystick e due tasti. Il tasto A serve per sparare, mentre il tasto B ha due diversi utilizzi, a seconda dei livelli: in quelli terrestri serve a saltare, in quelli aerei invece produce l'attacco speciale.
Le vite sono 3, aumentabili al raggiungimento di determinati punteggi. Non ci sono punti ferita. Nei livelli terrestri bisogna raggiungere il boss di turno prima che scada il tempo a disposizione.

## Colonna sonora
Le musiche si devono a Tamayo Kawamoto.